# I Kristi sår jag somnar in
I Kristi sår jag somnar in är en tysk psalm tillskriven Paul Eber, , 1569,  In Christi Wunden schlaff ich ein, Dock har senare forskning visat annorlunda. Det var 1676 man publicerade den som Ebers. Senare har det visat sig att den framträdde redan 1658. Detta förhållande och psalmens tydliga karaktär av folksång, gör att den inte gärna kan vara av Eber. Psalmen har tre verser. Översatt till svenska i "Manuale" 1687 av okänd författare.  I 1937 års psalmbok har man bytt ut den vackra ursprungsmelodin från 1695 års psalmboki 3/4 takt och ersatt den med 4/4 takts-melodin Vi tackar dig, o Jesus god. I 1819 års psalmbok finns ursprungsmelodin bearbetad till 2/4 takt.
Psalmen inleds 1695 med orden:
I Christi såår jag somnar in
The rena migh från synder min
Ja, Christi död och dyra blod
Thet är mitt lijf, min prydnad godh
|  |
|  |

## Publicerad som
- Nr 392 i 1695 års psalmbok under rubriken "Suckan i Dödzångest".
- Nr 480 i 1819 års psalmbok under rubriken "Med avseende på de yttersta tingen: En trogen själs glädje att skiljas hädan".
- Nr 563 i 1937 års psalmbok under rubriken "Det kristna hoppet inför döden".
- Nr 856 i Norsk salmebok 2013 under rubriken “Ved livets grense og gravferd” på lulesamiska och svenska